# Richard-Kuhn-Medaille
Die Richard-Kuhn-Medaille wurde nach dem Nobelpreisträger für Chemie Richard Johann Kuhn (1900–1967) benannt.
Diese Auszeichnung wurde 1968 von der BASF AG Ludwigshafen am Rhein bei der Gesellschaft Deutscher Chemiker (GDCh) gestiftet. Seit 1996 wurden die Goldmedaille und ein Geldbetrag aus den Erträgen eines Sondervermögens für Auszeichnungen bei der GDCh finanziert. Verliehen wurde der Preis höchstens alle zwei Jahre an heimische und ausländische Wissenschaftler, die besondere Verdienste auf dem Gebiet der Biochemie erworben haben. Nach der Verleihung sollte der Preisträger über seine Arbeit auf einer Veranstaltung der GDCh in einem Vortrag zum Gedenken an Richard Johann Kuhn berichten und dementsprechend einen Beitrag in der GDCh-Zeitschrift Angewandte Chemie veröffentlichen.
Im Jahre 2005 hat der Vorstand der GDCh beschlossen, die Richard-Kuhn-Medaille wegen des Verhaltens Kuhns während der Zeit des Nationalsozialismus nicht mehr zu verleihen. Jedoch wurde bisher nicht geklärt, ob er ein überzeugter Nationalsozialist war oder nur karriereorientiert das Nazi-Regime administrativ, organisatorisch und durch seine wissenschaftlichen Forschungsarbeiten unterstützt hat. Ungeachtet Kuhns fachlicher Leistungen wurde er vor allem wegen seiner unreflektierten Giftgasforschung und seines Verhaltens gegenüber jüdischen Kollegen als Namensgeber dieser Auszeichnung abgesetzt.

## Preisträger
- 1968: Hans Georg Zachau (1930–2017), München
- 1970: Kurt Wallenfels (1910–1995), Freiburg im Breisgau
- 1974: Hermann Schildknecht (1922–1996), Heidelberg
- 1978: Helmut Zahn (1916–2004), Aachen
- 1980: Burchard Franck (1926–2017), Münster
- 1984: Lothar Jaenicke (1923–2015), Köln
- 1987: Robert Huber (* 1937), Martinsried
- 1990: Ernst Bayer (1927–2002), Tübingen
- 1992: Konrad Sandhoff (* 1939), Bonn
- 1995: Ekkehard Winterfeldt (1932–2014), Hannover
- 1998: Wolfgang Steglich (* 1933), München
- 2000: Fritz Eckstein (* 1932), Göttingen
- 2002: Alfred Wittinghofer (* 1943), Dortmund